# Kumba (berg- och dalbana)
Kumba är en berg- och dalbana i nöjesparken Busch Gardens Tampa Bay. Banan är designad av Werner Stengel och byggd av Bolliger & Mabillard. Banan togs i drift 20 april 1993. 